# Ashley Greene
Ashley Michele Greene (Jacksonville, Florida, 21 februari 1987) is een Amerikaanse actrice. Ze speelde onder meer Alice Cullen in zowel de film Twilight uit 2008 als in de vervolgen daarop.

## Biografie
Ashley is de dochter van Michele en Joe Greene. Ze is opgegroeid in Middleburg en Jacksonville en ging naar de University Christian School voordat ze naar de Wolfson High School ging toen ze in de 4e klas zat. Ashley is 1,68cm. Ze heeft een oudere broer die net zoals haar vader Joe heet. Ze studeerde eerder af en verhuisde daarna op 23-jarige leeftijd naar Los Angeles om te gaan werken aan haar acteercarrière. In 2022 kreeg Greene een dochter.

## Carrière
Ashley wilde aanvankelijk graag model worden, maar daarvoor had ze de geschikte lengte niet. Na acteerlessen genomen te hebben kwam ze erachter dat ze acteren leuker vond dan modellenwerk. Op 17-jarige leeftijd verhuisde Greene naar Los Angeles in de hoop daar meer kans te maken op een succesvolle carrière. Hierna heeft ze een paar gastrollen gehad in bekende televisieprogramma's zoals Punk'd en Crossing Jordan. Ashleys grote doorbraak vond plaats in 2008 door haar rol als Alice Cullen in de verfilmingen van de Twilight-serie. Voor Twilight heeft ze ook een tournee gehad en is ze onder andere naar België geweest. Samen met haar collega van de Twilight-serie Kellan Lutz speelt ze in de film A warrior's heart. Voordat ze werd gecast voor Twilight-saga werkte ze in een restaurant, maar daar heeft ze ontslag genomen direct nadat ze werd aangenomen voor de rol van Alice Cullen.
Ze won in 2009 op de Teen Choice Awards de prijs voor Choice Movie Fresh Face Female.

## Filmografie
- Bibsys: 10025710
- Biblioteca Nacional de España: XX4912191
- Bibliothèque nationale de France: cb16528918r (data)
- Catàleg d'autoritats de noms i títols de Catalunya: 981058518797006706
- Gemeinsame Normdatei: 1062310489
- International Standard Name Identifier: 0000 0001 1451 6719
- Library of Congress Control Number: n2009042327
- Nationale Bibliotheek van Letland: 000344169
- Nederlandse Thesaurus van Auteursnamen: 434697699
- Système universitaire de documentation: 161502679
- Virtual International Authority File: 91036341
- WorldCat: E39PBJg4jWTwK7jg4RBMH9Xjmd